# Danh sách tiểu hành tinh: 9701–9800
| Tên                  | Tên đầu tiên | Ngày phát hiện       | Nơi phát hiện            | Người phát hiện                                        |
| -------------------- | ------------ | -------------------- | ------------------------ | ------------------------------------------------------ |
| 9701 Mak             | 1157 T-2     | 29 tháng 9 năm 1973  | Palomar                  | C. J. van Houten, I. van Houten-Groeneveld, T. Gehrels |
| 9702 Tomvandijk      | 2108 T-2     | 29 tháng 9 năm 1973  | Palomar                  | C. J. van Houten, I. van Houten-Groeneveld, T. Gehrels |
| 9703 Sussenbach      | 3146 T-2     | 30 tháng 9 năm 1973  | Palomar                  | C. J. van Houten, I. van Houten-Groeneveld, T. Gehrels |
| 9704 Georgebeekman   | 5469 T-2     | 30 tháng 9 năm 1973  | Palomar                  | C. J. van Houten, I. van Houten-Groeneveld, T. Gehrels |
| 9705 Drummen         | 3137 T-3     | 16 tháng 10 năm 1977 | Palomar                  | C. J. van Houten, I. van Houten-Groeneveld, T. Gehrels |
| 9706 Bouma           | 3176 T-3     | 16 tháng 10 năm 1977 | Palomar                  | C. J. van Houten, I. van Houten-Groeneveld, T. Gehrels |
| 9707 Petruskoning    | 3226 T-3     | 16 tháng 10 năm 1977 | Palomar                  | C. J. van Houten, I. van Houten-Groeneveld, T. Gehrels |
| 9708 Gouka           | 4140 T-3     | 16 tháng 10 năm 1977 | Palomar                  | C. J. van Houten, I. van Houten-Groeneveld, T. Gehrels |
| 9709 Chrisnell       | 5192 T-3     | 16 tháng 10 năm 1977 | Palomar                  | C. J. van Houten, I. van Houten-Groeneveld, T. Gehrels |
| 9710 -               | 1964 VN1     | 9 tháng 11 năm 1964  | Nanking                  | Purple Mountain Observatory                            |
| 9711 Želetava        | 1972 PA      | 7 tháng 8 năm 1972   | Đài thiên văn Zimmerwald | P. Wild, I. Baueršíma                                  |
| 9712 Nauplius        | 1973 SO1     | 19 tháng 9 năm 1973  | Palomar                  | C. J. van Houten, I. van Houten-Groeneveld, T. Gehrels |
| 9713 Oceax           | 1973 SP1     | 19 tháng 9 năm 1973  | Palomar                  | C. J. van Houten, I. van Houten-Groeneveld, T. Gehrels |
| 9714 -               | 1975 LF1     | 1 tháng 6 năm 1975   | Siding Spring            | R. H. McNaught                                         |
| 9715 -               | 1975 SB1     | 30 tháng 9 năm 1975  | Palomar                  | S. J. Bus                                              |
| 9716 Severina        | 1975 UE      | 27 tháng 10 năm 1975 | Đài thiên văn Zimmerwald | P. Wild                                                |
| 9717 Lyudvasilia     | 1976 SR5     | 24 tháng 9 năm 1976  | Nauchnij                 | N. S. Chernykh                                         |
| 9718 Gerbefremov     | 1976 YR1     | 16 tháng 12 năm 1976 | Nauchnij                 | L. I. Chernykh                                         |
| 9719 Yakage          | 1977 DF2     | 18 tháng 2 năm 1977  | Kiso                     | H. Kosai, K. Hurukawa                                  |
| 9720 Ulfbirgitta     | 1980 FH1     | 16 tháng 3 năm 1980  | La Silla                 | C.-I. Lagerkvist                                       |
| 9721 Doty            | 1980 GB      | 14 tháng 4 năm 1980  | Anderson Mesa            | E. Bowell                                              |
| 9722 Levi-Montalcini | 1981 EZ      | 4 tháng 3 năm 1981   | La Silla                 | H. Debehogne, G. DeSanctis                             |
| 9723                 | 1981 EP13    | 1 tháng 3 năm 1981   | Siding Spring            | S. J. Bus                                              |
| 9724                 | 1981 EW17    | 2 tháng 3 năm 1981   | Siding Spring            | S. J. Bus                                              |
| 9725                 | 1981 EE19    | 2 tháng 3 năm 1981   | Siding Spring            | S. J. Bus                                              |
| 9726                 | 1981 EY19    | 2 tháng 3 năm 1981   | Siding Spring            | S. J. Bus                                              |
| 9727                 | 1981 EW24    | 2 tháng 3 năm 1981   | Siding Spring            | S. J. Bus                                              |
| 9728                 | 1981 EX38    | 2 tháng 3 năm 1981   | Siding Spring            | S. J. Bus                                              |
| 9729                 | 1981 RQ      | 7 tháng 9 năm 1981   | Kleť                     | A. Mrkos                                               |
| 9730                 | 1982 FA      | 23 tháng 3 năm 1982  | Mount Lemmon             | M. L. Sitko, W. A. Stern                               |
| 9731                 | 1982 JD1     | 15 tháng 5 năm 1982  | Palomar                  | Palomar                                                |
| 9732 Juchnovski      | 1984 SJ7     | 24 tháng 9 năm 1984  | Smolyan                  | V. G. Shkodrov, V. G. Ivanova                          |
| 9733 Valtikhonov     | 1985 SC3     | 19 tháng 9 năm 1985  | Nauchnij                 | N. S. Chernykh, L. I. Chernykh                         |
| 9734 -               | 1986 CB2     | 12 tháng 2 năm 1986  | La Silla                 | H. Debehogne                                           |
| 9735 -               | 1986 JD      | 2 tháng 5 năm 1986   | Palomar                  | INAS                                                   |
| 9736 -               | 1986 QP2     | 28 tháng 8 năm 1986  | La Silla                 | H. Debehogne                                           |
| 9737 Dudarova        | 1986 SC2     | 29 tháng 9 năm 1986  | Nauchnij                 | L. G. Karachkina                                       |
| 9738                 | 1987 DF6     | 23 tháng 2 năm 1987  | La Silla                 | H. Debehogne                                           |
| 9739 Powell          | 1987 SH7     | 16 tháng 9 năm 1987  | Palomar                  | C. S. Shoemaker                                        |
| 9740                 | 1987 ST11    | 23 tháng 9 năm 1987  | La Silla                 | H. Debehogne                                           |
| 9741 Solokhin        | 1987 UU4     | 22 tháng 10 năm 1987 | Nauchnij                 | L. V. Zhuravleva                                       |
| 9742 Worpswede       | 1987 WT1     | 16 tháng 11 năm 1987 | Tautenburg Observatory   | F. Börngen                                             |
| 9743 -               | 1988 GD      | 8 tháng 4 năm 1988   | Palomar                  | E. F. Helin                                            |
| 9744 Nielsen         | 1988 JW      | 9 tháng 5 năm 1988   | Palomar                  | C. S. Shoemaker, E. M. Shoemaker                       |
| 9745 Shinkenwada     | 1988 VY      | 2 tháng 11 năm 1988  | Geisei                   | T. Seki                                                |
| 9746 Kazukoichikawa  | 1988 VS1     | 7 tháng 11 năm 1988  | Yatsugatake              | Y. Kushida, M. Inoue                                   |
| 9747 -               | 1989 AT      | 4 tháng 1 năm 1989   | Kushiro                  | S. Ueda, H. Kaneda                                     |
| 9748 van Ostaijen    | 1989 CS2     | 4 tháng 2 năm 1989   | La Silla                 | E. W. Elst                                             |
| 9749 Van den Eijnde  | 1989 GC1     | 3 tháng 4 năm 1989   | La Silla                 | E. W. Elst                                             |
| 9750 -               | 1989 NE1     | 8 tháng 7 năm 1989   | Lake Tekapo              | A. C. Gilmore, P. M. Kilmartin                         |
| 9751 Kadota          | 1990 QM      | 20 tháng 8 năm 1990  | Geisei                   | T. Seki                                                |
| 9752 -               | 1990 QZ1     | 22 tháng 8 năm 1990  | Palomar                  | H. E. Holt                                             |
| 9753 -               | 1990 QL3     | 28 tháng 8 năm 1990  | Palomar                  | H. E. Holt                                             |
| 9754 -               | 1990 QJ4     | 23 tháng 8 năm 1990  | Palomar                  | H. E. Holt                                             |
| 9755 -               | 1990 RR2     | 15 tháng 9 năm 1990  | Palomar                  | H. E. Holt                                             |
| 9756 Ezaki           | 1991 CC3     | 12 tháng 2 năm 1991  | Geisei                   | T. Seki                                                |
| 9757 Felixdejager    | 1991 GA6     | 8 tháng 4 năm 1991   | La Silla                 | E. W. Elst                                             |
| 9758 Dainty          | 1991 GZ9     | 13 tháng 4 năm 1991  | Siding Spring            | D. I. Steel                                            |
| 9759 -               | 1991 NE7     | 12 tháng 7 năm 1991  | La Silla                 | H. Debehogne                                           |
| 9760 -               | 1991 PJ13    | 5 tháng 8 năm 1991   | Palomar                  | H. E. Holt                                             |
| 9761 Krautter        | 1991 RR4     | 13 tháng 9 năm 1991  | Tautenburg Observatory   | L. D. Schmadel, F. Börngen                             |
| 9762 Hermannhesse    | 1991 RA5     | 13 tháng 9 năm 1991  | Tautenburg Observatory   | F. Börngen, L. D. Schmadel                             |
| 9763 -               | 1991 RU17    | 13 tháng 9 năm 1991  | Palomar                  | H. E. Holt                                             |
| 9764 Morgenstern     | 1991 UE5     | 30 tháng 10 năm 1991 | Tautenburg Observatory   | F. Börngen                                             |
| 9765 -               | 1991 XZ      | 14 tháng 12 năm 1991 | Fujieda                  | H. Shiozawa, M. Kizawa                                 |
| 9766 Bradbury        | 1992 DZ2     | 24 tháng 2 năm 1992  | Kitt Peak                | Spacewatch                                             |
| 9767 Midsomer Norton | 1992 EB1     | 10 tháng 3 năm 1992  | Siding Spring            | D. I. Steel                                            |
| 9768 Stephenmaran    | 1992 GB1     | 5 tháng 4 năm 1992   | Palomar                  | C. S. Shoemaker, E. M. Shoemaker                       |
| 9769 Nautilus        | 1993 DG2     | 24 tháng 2 năm 1993  | Yakiimo                  | A. Natori, T. Urata                                    |
| 9770 Discovery       | 1993 EE      | 1 tháng 3 năm 1993   | Oohira                   | T. Urata                                               |
| 9771 -               | 1993 FU17    | 17 tháng 3 năm 1993  | La Silla                 | UESAC                                                  |
| 9772 -               | 1993 MB      | 16 tháng 6 năm 1993  | Catalina Station         | T. B. Spahr                                            |
| 9773 -               | 1993 MG1     | 23 tháng 6 năm 1993  | Palomar                  | E. F. Helin                                            |
| 9774 Annjudge        | 1993 NO      | 12 tháng 7 năm 1993  | La Silla                 | E. W. Elst                                             |
| 9775 Joeferguson     | 1993 OH12    | 19 tháng 7 năm 1993  | La Silla                 | E. W. Elst                                             |
| 9776 -               | 1993 VL3     | 11 tháng 11 năm 1993 | Kushiro                  | S. Ueda, H. Kaneda                                     |
| 9777 Enterprise      | 1994 OB      | 31 tháng 7 năm 1994  | Nachi-Katsuura           | Y. Shimizu, T. Urata                                   |
| 9778 Isabelallende   | 1994 PA19    | 12 tháng 8 năm 1994  | La Silla                 | E. W. Elst                                             |
| 9779 -               | 1994 RA11    | 1 tháng 9 năm 1994   | Kushiro                  | S. Ueda, H. Kaneda                                     |
| 9780 Bandersnatch    | 1994 SB      | 25 tháng 9 năm 1994  | Nachi-Katsuura           | Y. Shimizu, T. Urata                                   |
| 9781 Jubjubbird      | 1994 UB1     | 31 tháng 10 năm 1994 | Nachi-Katsuura           | Y. Shimizu, T. Urata                                   |
| 9782 Edo             | 1994 WM      | 25 tháng 11 năm 1994 | Oizumi                   | T. Kobayashi                                           |
| 9783 Tensho-kan      | 1994 YD1     | 28 tháng 12 năm 1994 | Oizumi                   | T. Kobayashi                                           |
| 9784 Yotsubashi      | 1994 YJ1     | 31 tháng 12 năm 1994 | Oizumi                   | T. Kobayashi                                           |
| 9785 Senjikan        | 1994 YX1     | 31 tháng 12 năm 1994 | Oizumi                   | T. Kobayashi                                           |
| 9786 Gakutensoku     | 1995 BB      | 19 tháng 1 năm 1995  | Oizumi                   | T. Kobayashi                                           |
| 9787 -               | 1995 BA3     | 27 tháng 1 năm 1995  | Kushiro                  | S. Ueda, H. Kaneda                                     |
| 9788 -               | 1995 EQ1     | 11 tháng 3 năm 1995  | Oizumi                   | T. Kobayashi                                           |
| 9789 -               | 1995 GO7     | 4 tháng 4 năm 1995   | Kushiro                  | S. Ueda, H. Kaneda                                     |
| 9790 -               | 1995 OK8     | 25 tháng 7 năm 1995  | Kitt Peak                | Spacewatch                                             |
| 9791 -               | 1995 YD1     | 21 tháng 12 năm 1995 | Oizumi                   | T. Kobayashi                                           |
| 9792 -               | 1996 BX1     | 23 tháng 1 năm 1996  | Oizumi                   | T. Kobayashi                                           |
| 9793 Torvalds        | 1996 BW4     | 16 tháng 1 năm 1996  | Kitt Peak                | Spacewatch                                             |
| 9794 -               | 1996 FO5     | 25 tháng 3 năm 1996  | Xinglong                 | Beijing Schmidt CCD Asteroid Program                   |
| 9795 Deprez          | 1996 GJ19    | 15 tháng 4 năm 1996  | La Silla                 | E. W. Elst                                             |
| 9796 -               | 1996 HW      | 19 tháng 4 năm 1996  | Sormano                  | F. Manca, P. Chiavenna                                 |
| 9797 Raes            | 1996 HR21    | 18 tháng 4 năm 1996  | La Silla                 | E. W. Elst                                             |
| 9798 -               | 1996 JK      | 8 tháng 5 năm 1996   | Kushiro                  | S. Ueda, H. Kaneda                                     |
| 9799 -               | 1996 RJ      | 8 tháng 9 năm 1996   | Catalina Station         | T. B. Spahr                                            |
| 9800 -               | 1997 ES2     | 4 tháng 3 năm 1997   | Oizumi                   | T. Kobayashi                                           |